# Haifa Abdelhak
Haifa Abdelhak (arabe : حيفاء عبد الحق), née le 31 octobre 1982, est une handballeuse tunisienne.

## Biographie
Après avoir évolué au Al Hilal sports de Tunis, elle intègre l'équipe nationale de Tunisie en 1999.
En juillet 2005, elle rejoint le club français du Havre AC Handball, évoluant en division 1. De 2009 à 2012, elle joue pour le club du Handball Octeville-sur-Mer évoluant en division 2.
En 2013, elle met sa carrière sportive entre parenthèses afin de terminer sa thèse en informatique entamée en 2008 à l'université du Havre. Elle obtient en octobre 2013 son doctorat en informatique dans le domaine de l’intelligence artificielle, dont l'intitulé est Modélisation des phénomènes de panique dans le cadre de la gestion de crise.
Elle retourne dans son club du Handball Octeville-sur-Mer en 2015.

## Palmarès

### Clubs

#### Compétitions internationales
- Huitièmes de finale de la coupe d'Europe des vainqueurs de coupe féminine de handball : 2006-2007
- Quarts de finale de la coupe d'Europe des vainqueurs de coupe féminine de handball : 2007-2008

#### Compétitions nationales
- Vainqueur de la coupe de France en 2006 et 2007 (avec Le Havre AC Handball)

### Sélection nationale

#### Championnat du monde de handball
- 19e au championnat du monde 2001 ( Italie)
- 18e au championnat du monde 2003 ( Croatie)
- 15e au championnat du monde 2007 ( France)
- 14e au championnat du monde 2009 ( Chine)
- 18e au championnat du monde 2011 ( Brésil)

#### Championnat d'Afrique
- Médaille de bronze au championnat d'Afrique 2000 ( Algérie)
- Médaille de bronze au championnat d'Afrique 2002 ( Maroc)
- Médaille d'argent au championnat d'Afrique 2006 ( Tunisie)
- Médaille d'argent au championnat d'Afrique 2012 ( Maroc)
- Médaille d'or au championnat d'Afrique 2014 ( Algérie)